# Palak paneer
Il palak paneer è un piatto indiano composto da formaggio paneer immerso in un denso purè di spinaci e condito con zenzero, aglio, garam masala e altre spezie. Una variante del palak paneer diffusa nel Nord America è il green paneer, contenente senape indiana e altre verdure a foglie verdi.